# 階級「断絶」社会アメリカ: 新上流と新下流の出現
『階級「断絶」社会アメリカ: 新上流と新下流の出現』（かいきゅうだんぜつしゃかいあめりか しんじょうりゅうとしんかりゅうのしゅつげん、英: Coming Apart: The State of White America, 1960–2010）は、アメリカン・エンタープライズ研究所のW.H.ブレイディ・スカラーである政治学者チャールズ・マレーによる、白人アメリカ人の階級分化に関する2012年の著書である。

## 概要
チャールズ・マレーは、1960年以降に発生した白人アメリカ人の経済的分断と道徳的二極化について、自身が観察したことを述べている。マレーはジョン・F・ケネディの死後半世紀における、貧困層と上層中流階級の白人アメリカ人の間の乖離する傾向について述べている。著者は白人アメリカ人に焦点を当てることで、その期間の経済的衰退がマイノリティだけの経験ではなかったと論じており、この点については本書の最後の数章で議論している。階級的緊張により白人アメリカ人が2つの明確で高度に分離した階層に分裂したと論じており、「教育達成度によって定義される上流階級と、それを欠く新しい下流階級である。新しい［白人］下流階級はより勤勉さに欠け、結婚して両親がそろった家庭で子育てをする可能性が低く、政治的・社会的な関与も少ない」と主張する。
さらにマレーは、新上流階級と新下流階級という2つの新興階級の間に形成され、それらを引き起こしている、宗教性、労働倫理、勤勉さ、家族などに関する、あるいはそれらの欠如についての様々な違いについて述べている。マレーは、宗教性、労働倫理、勤勉さ、家族などが新上流階級では強く残っているか、最小限の弱体化に留まっているのに対し、新下流階級ではこれらの特性が大幅に弱体化したか、ほぼ消滅してしまったという証拠を提示している。彼の議論の多くは、1960年代と1970年代に始まった大学選抜を通じた自己選択的な分類という概念に基づいており、その時期に認知能力が職業的・経済的成功の本質的な予測因子となり、人々は圧倒的に同じ認知層の他者と結婚し、同じ層の他者に囲まれた地域に住むようになったことで、既存の経済的分断が悪化しただけでなく、それまでのアメリカには存在しなかった前例のない社会文化的分断がもたらされたと論じている。

## 評価
ニューヨーク・タイムズのコラムニストデイビッド・ブルックスは、その書評で「アメリカ社会における最も重要な傾向をこれほど説得力をもって描写した本が他にあるとは思えない」と述べた。
批評家たちは、彼が分析対象のデータと期間を恣意的に選択したと批判しており、例えばニューヨーク・タイムズは、「1960年代に始まったように見える行動は、マレーのようなイデオロギー主導の著者が私たちに信じさせようとするよりもはるかに長く、より複雑な歴史に属している」と述べている。
『階級「断絶」社会アメリカ: 新上流と新下流の出現』はニューヨーク・タイムズの2012年の注目すべき本100選に含まれた。